# Великий Верх
Вели́кий Верх (русин. Вели́кий Ви́рьх) — гора в Восточных Карпатах, вершина хребта Полонина Боржава. Высота — 1598 метров над уровнем моря. С вершины виден весь хребет Полонина Боржава, который изогнут полудугой с юго-востока на северо-восток, видны 
горы Полонина Руна, Острая, Пикуй. На севере и на северо-востоке от вершины находятся села Гукливый и Подобовец соответственно, которые видны с вершины в хорошую погоду. На вершине Великого Верха установлена металлическая конструкция в форме пирамиды.